# Perbrinckia quadratus
Perbrinckia quadratus is een krabbensoort uit de familie van de Gecarcinucidae. De wetenschappelijke naam van de soort is voor het eerst geldig gepubliceerd in 2001 door Ng & Tay.